# حسن ممدوف
حسن آقاممد اوغلو ممدوف (ترکی آذربایجانی: Həsən Ağaməmməd oğlu Məmmədov؛ ۲۲ نوامبر ۱۹۳۸ – ۲۶ اوت ۲۰۰۳) بازیگر اهل کشور جمهوری آذربایجان بود.
از فیلم‌ها یا برنامه‌های تلویزیونی که وی در آن نقش داشته‌است می‌توان به آرشین مال آلان اشاره کرد.

## جوایز:
وی برندهٔ جوایزی همچون مدال شجاعت کار و جایزه دولتی اتحاد شوروی شده‌است.